# Animal Instinct (Tygers of Pan Tang)
Animal Instinct è un album dei Tygers of Pan Tang, uscito nel 2008 per Cargo.

## Tracce
1. Rock Candy
2. Cry Sweet Freedom
3. Live for the Day
4. Let It Burn
5. If You See Kay
6. Hot Blooded
7. Devils Find a Fool
8. Winners & Losers
9. Cruisin'
10. Bury the Hatchet
11. Dark Rider

## Formazione
- Jacopo Meille - voce
- Robb Weir - chitarra
- Dean Robertson - chitarra
- Brian West - basso
- Craig Ellis - batteria